# Craneomyces verrucosus
Craneomyces verrucosus är en svampart som beskrevs av Morgan-Jones, R.C. Sinclair & Eicker 1987. Craneomyces verrucosus ingår i släktet Craneomyces, divisionen sporsäcksvampar och riket svampar.   Inga underarter finns listade i Catalogue of Life.